# 金敬得
金 敬得（김경득、キム ギョンドゥク、1949年 - 2005年12月28日）は、和歌山県出身の在日韓国人弁護士。 外国籍として初の弁護士として知られる。

## 来歴・人物
メッキ職人の次男として和歌山市に生まれる。公立の小学校、中学校と高等学校では「金沢敬得」という通名を名乗り、韓国人であることを隠しながら生きていた。1972年に早稲田大学法学部を卒業したが、朝日新聞社への就職を拒否されたことが契機となって朝鮮人意識に目覚め、本名を名乗りはじめる。アルバイトをしながら法律の学習を続け、1976年に司法試験最終合格。
しかし日本国籍を取得しなければ司法研修所に入れないことを知らされ、国籍条項を撤廃させるべく運動。6回に亙って最高裁判所任用課に意見書を提出した結果、1977年3月に要求が認められ、外国人として初の司法修習生となる。
1979年に弁護士登録（第二東京弁護士会）。1981年から「朝鮮人的自覚」を回復する目的でソウルに遊学。1983年、ソウルで韓国人女性と結婚。1985年の春に日本へ戻り、東京都新宿区にウリ法律事務所を開き、弁護士として開業。
弁護士としては、指紋押捺拒否事件や慰安婦戦後補償問題など朝鮮人の人権に関わる裁判で活躍。さらに、新潟大学法学部や一橋大学法学部および社会学部の非常勤講師などを歴任。
「定住外国人の地方参政権を実現させる日・韓・在日ネットワーク」代表者となる。韓国でもソウル地方弁護士会名誉会員に迎えられた。
東京にて、胃癌により死去。

## 著書
- 『指紋制度撤廃への論理』（共著、新幹社、1987年）
- 『韓国・北朝鮮の法制度と在日韓国人・朝鮮人』（共著、日本加除出版、1994年）
- 『在日コリアンのアイデンティティと法的地位』（明石書店、1995年）
- 『新版　在日コリアンのアイデンティティと法的地位』（明石書店、2005年）